# Liste der Kulturdenkmäler in Streithausen
In der Liste der Kulturdenkmäler in Streithausen sind alle Kulturdenkmäler der rheinland-pfälzischen Ortsgemeinde Streithausen aufgeführt. Grundlage ist die Denkmalliste des Landes Rheinland-Pfalz (Stand: 21. Dezember 2021).

## Denkmalzonen
| Bezeichnung                     | Lage                       | Baujahr                                    | Beschreibung | Bild                           |
| ------------------------------- | -------------------------- | ------------------------------------------ | --- | ------------------------------ |
| Denkmalzone Kloster Marienstatt | südwestlich des Ortes Lage | ab der zweiten Hälfte des 13. Jahrhunderts | Klosteranlage der Zisterzienserabtei aus Kirche, Kreuzgang, Klostergebäuden und Pfortenhaus; frühgotische Basilika, Querhaus und Teile des Mittel- sowie nördlichen Seitenschiffs aus der zweiten Hälfte des 13. und dem ersten Viertel des 14. Jahrhunderts, Westjoche und südliches Seitenschiff aus dem ersten Viertel des 15. Jahrhunderts; Klostergebäude, Pfortenhaus und Kreuzgang (1747 vollendet, teilweise noch mittelalterliche Bauteile verwendet); Kirchhofskreuz; Kapelle, bezeichnet 1672; vierbogige Steinbrücke, erste Hälfte des 18. Jahrhunderts; Wirtschaftshof, Dreiflügelanlage, Bruchstein, bezeichnet 1887 | weitere Bilder Fotos hochladen |

## Einzeldenkmäler
| Bezeichnung        | Lage                                           | Baujahr                           | Beschreibung                                                                                 | Bild                           |
| ------------------ | ---------------------------------------------- | --------------------------------- | -------------------------------------------------------------------------------------------- | ------------------------------ |
| Wohnhaus           | Borngasse 1 Lage                               | 18. Jahrhundert                   | Fachwerkhaus, teilweise verschiefert, im Kern aus dem 18. Jahrhundert                        | Fotos hochladen                |
| Scholzenhaus       | Borngasse 2 Lage                               | Ende des 18. Jahrhunderts         | Fachwerk-Streckhof, Wohnhaus vom Ende des 18. Jahrhunderts, Wirtschaftsteil wohl um 1700 (?) | weitere Bilder Fotos hochladen |
| Wegekreuz          | Hauptstraße, in der Friedhofshalle Lage        | Ende des 19. Jahrhunderts         | Holzkruzifix, Ende des 19. Jahrhunderts, ursprünglich in der Kapelle am Marienstätter Weg    | weitere Bilder Fotos hochladen |
| Quereinhaus        | Hauptstraße 3 Lage                             | erste Hälfte des 19. Jahrhunderts | Fachwerk-Quereinhaus, teilweise massiv und verkleidet, erste Hälfte des 19. Jahrhunderts     | Fotos hochladen                |
| Motte Streithausen | am nördlichen Ortsrand Lage                    | um 1000                           | auch Motte Hofküppel; Reste einer ehemaligen Turmhügelburg                                   | weitere Bilder Fotos hochladen |
| Kreuzweg           | südlich des Klosters auf einem Bergrücken Lage | um 1940/50                        | Kreuzweg, kurz vor oder nach dem Zweiten Weltkrieg angelegt                                  | weitere Bilder Fotos hochladen |

## Kreuzweg

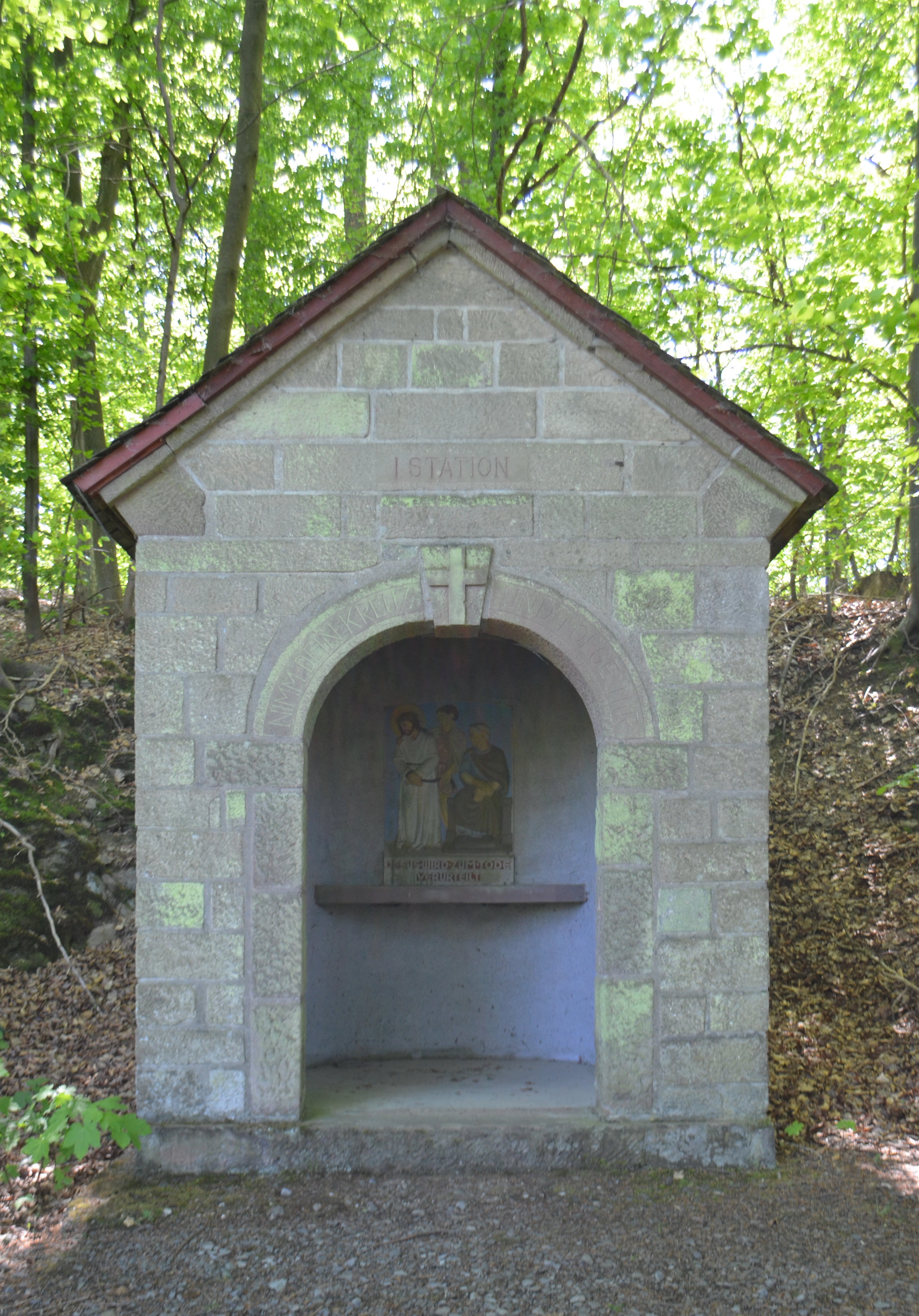
Kreuzweg, Station 1
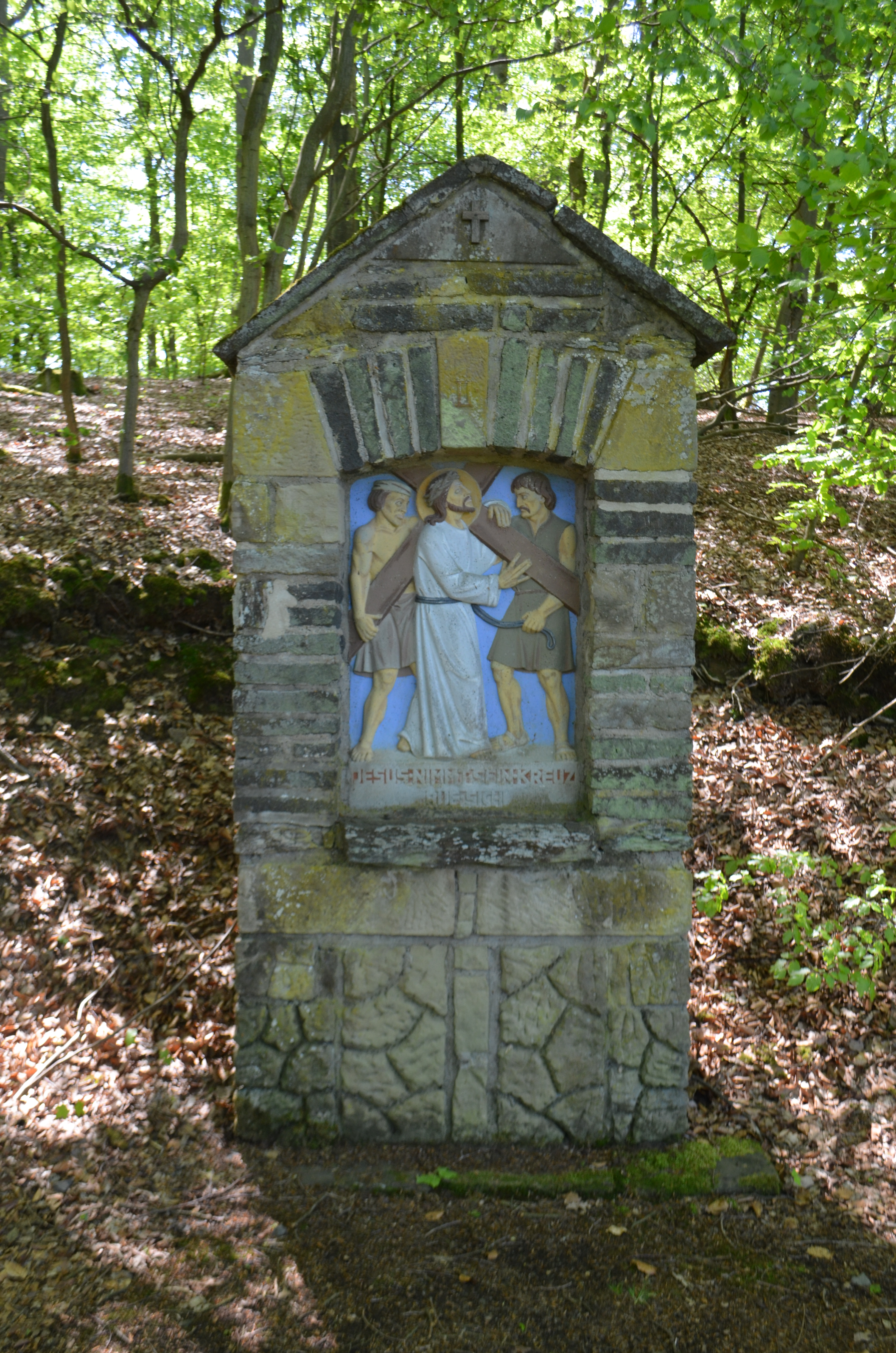
Kreuzweg, Station 2
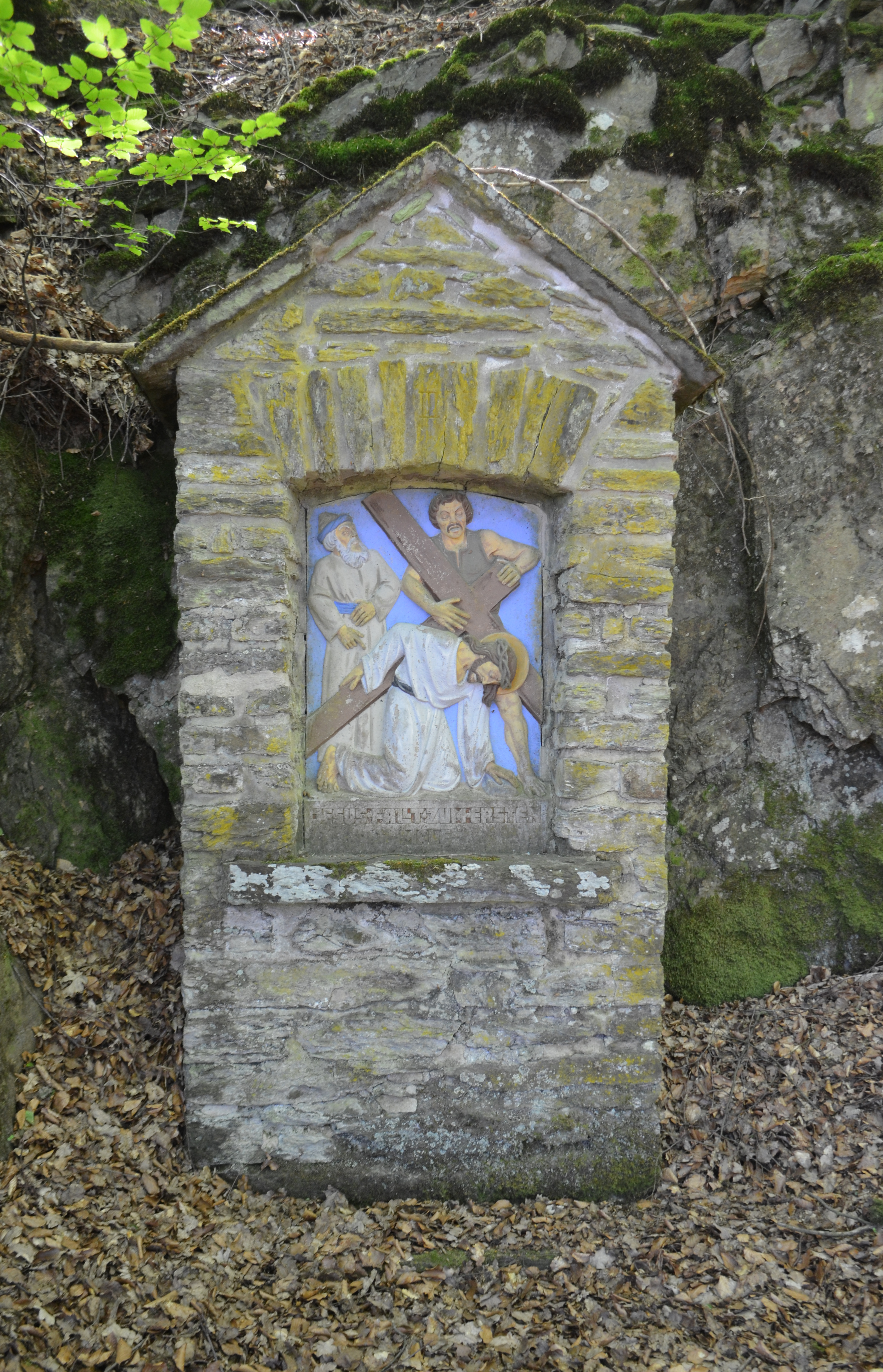
Kreuzweg, Station 3
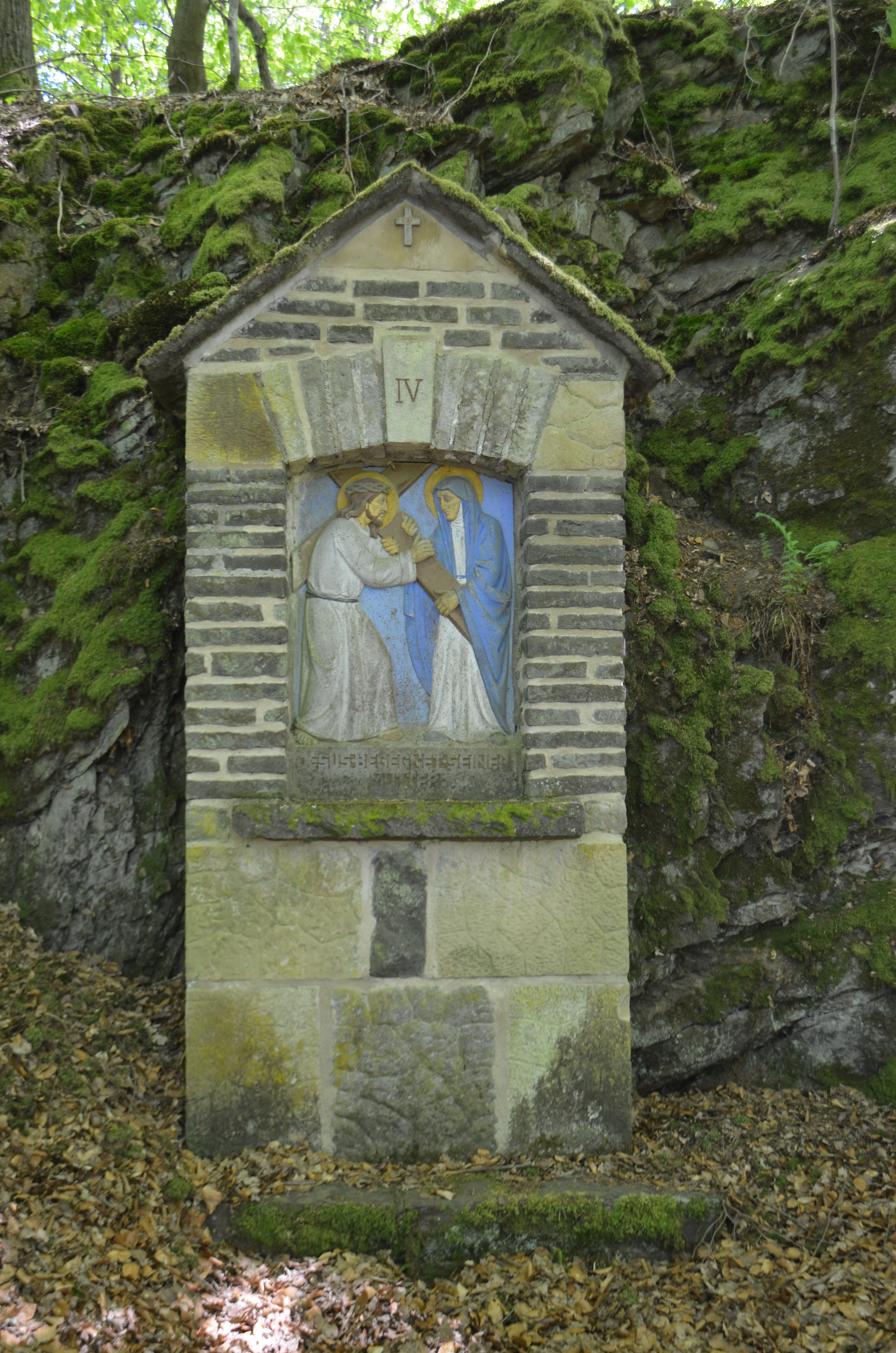
Kreuzweg, Station 4
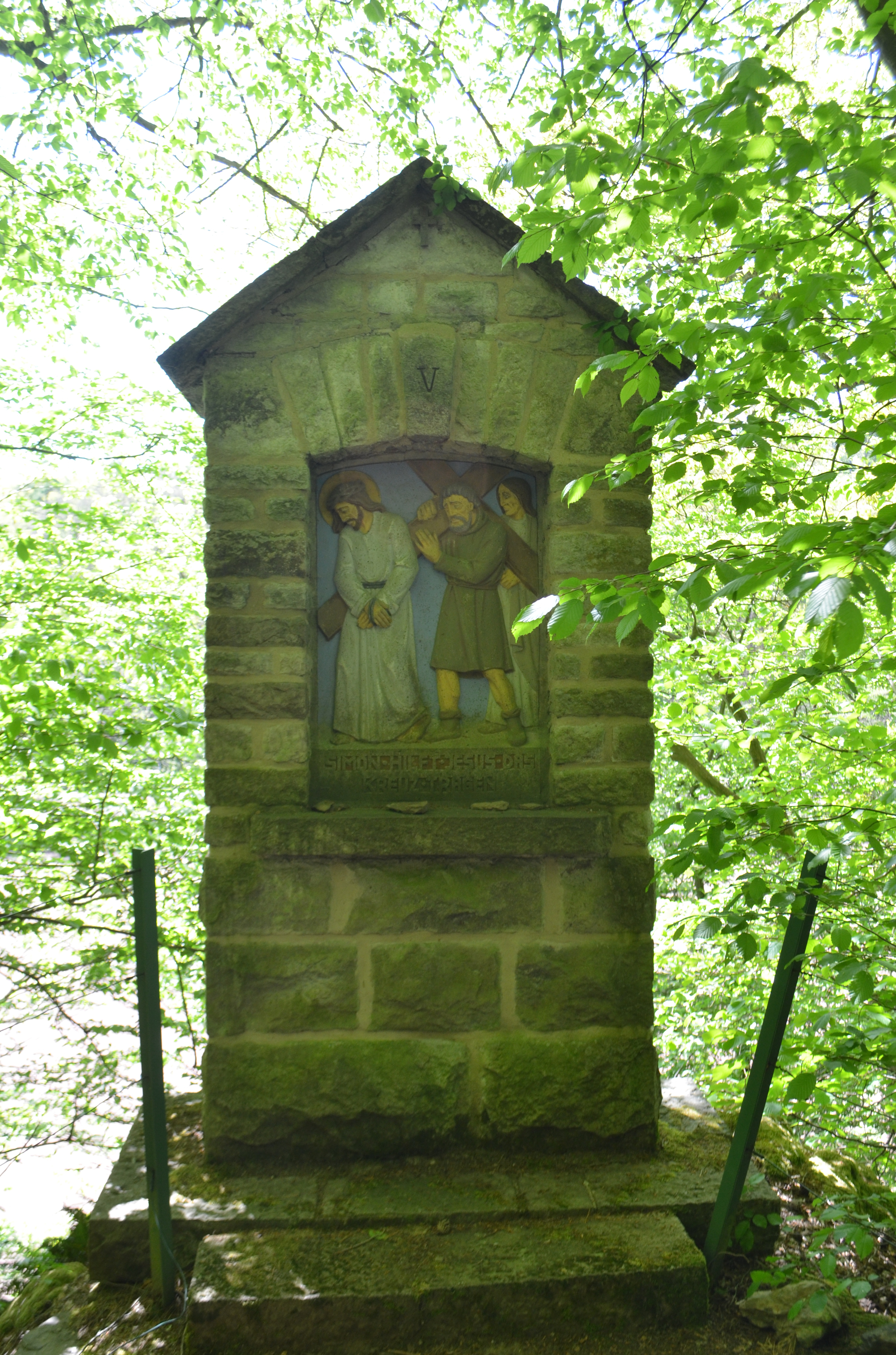
Kreuzweg, Station 5
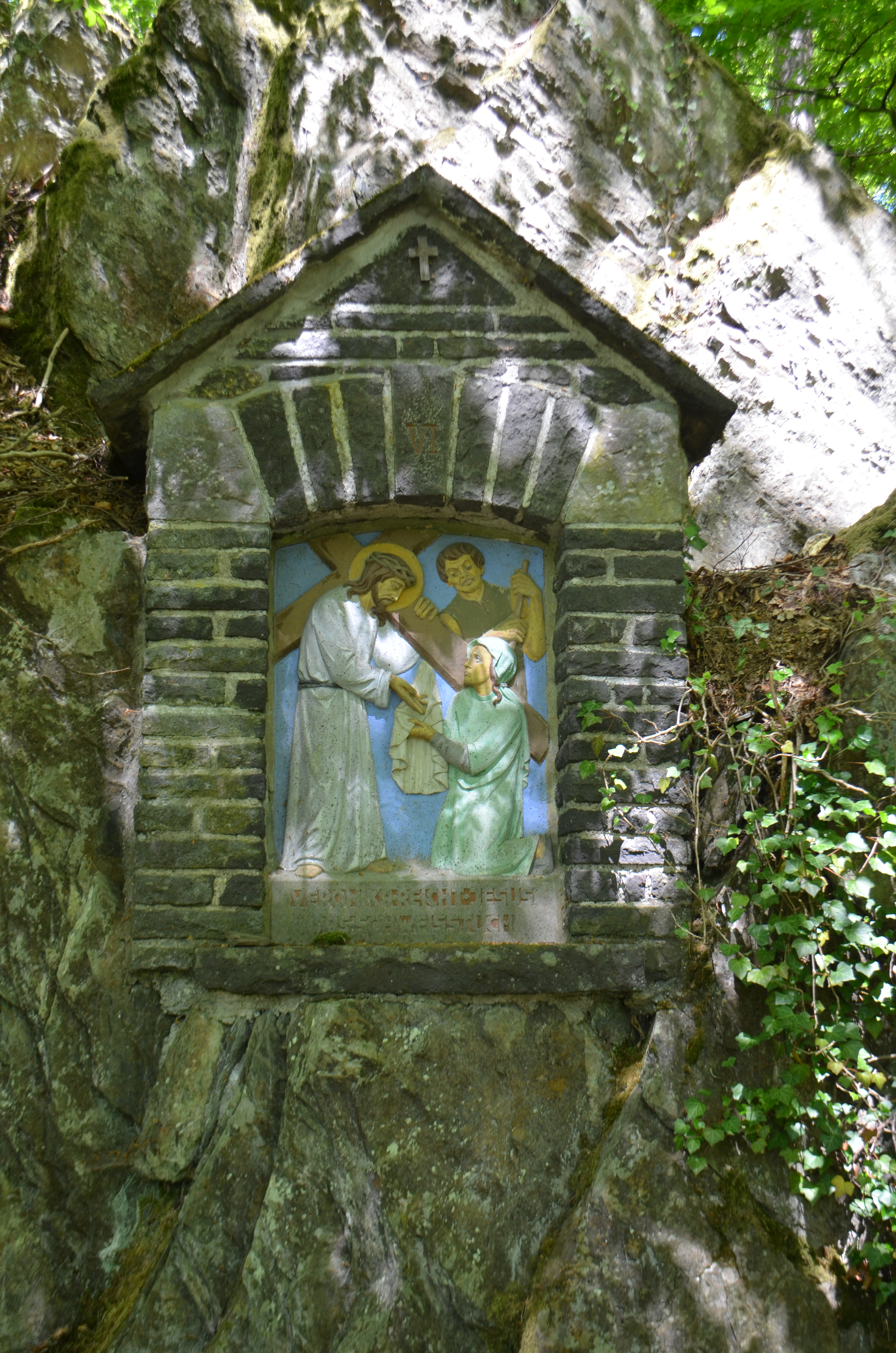
Kreuzweg, Station 6
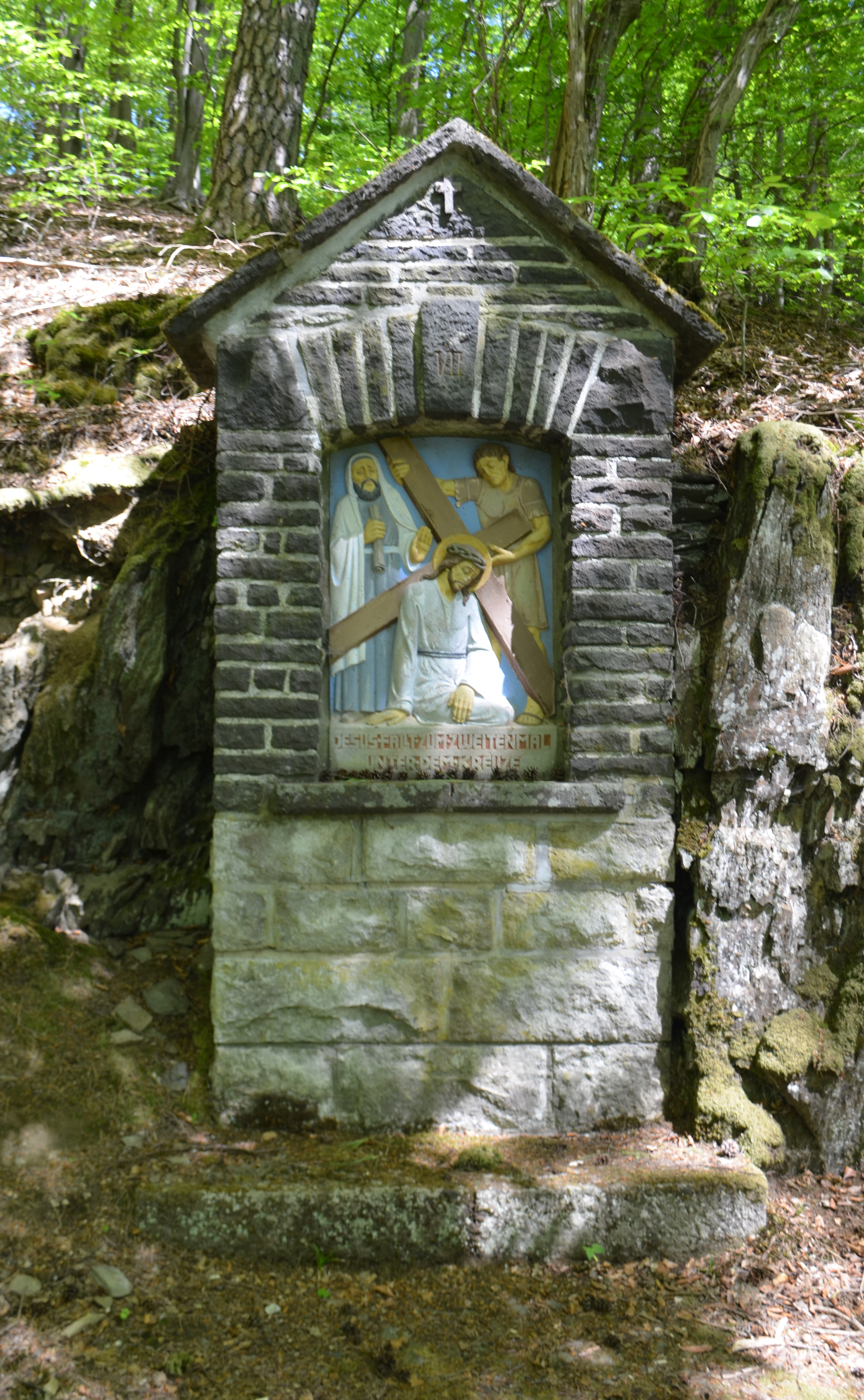
Kreuzweg, Station 7
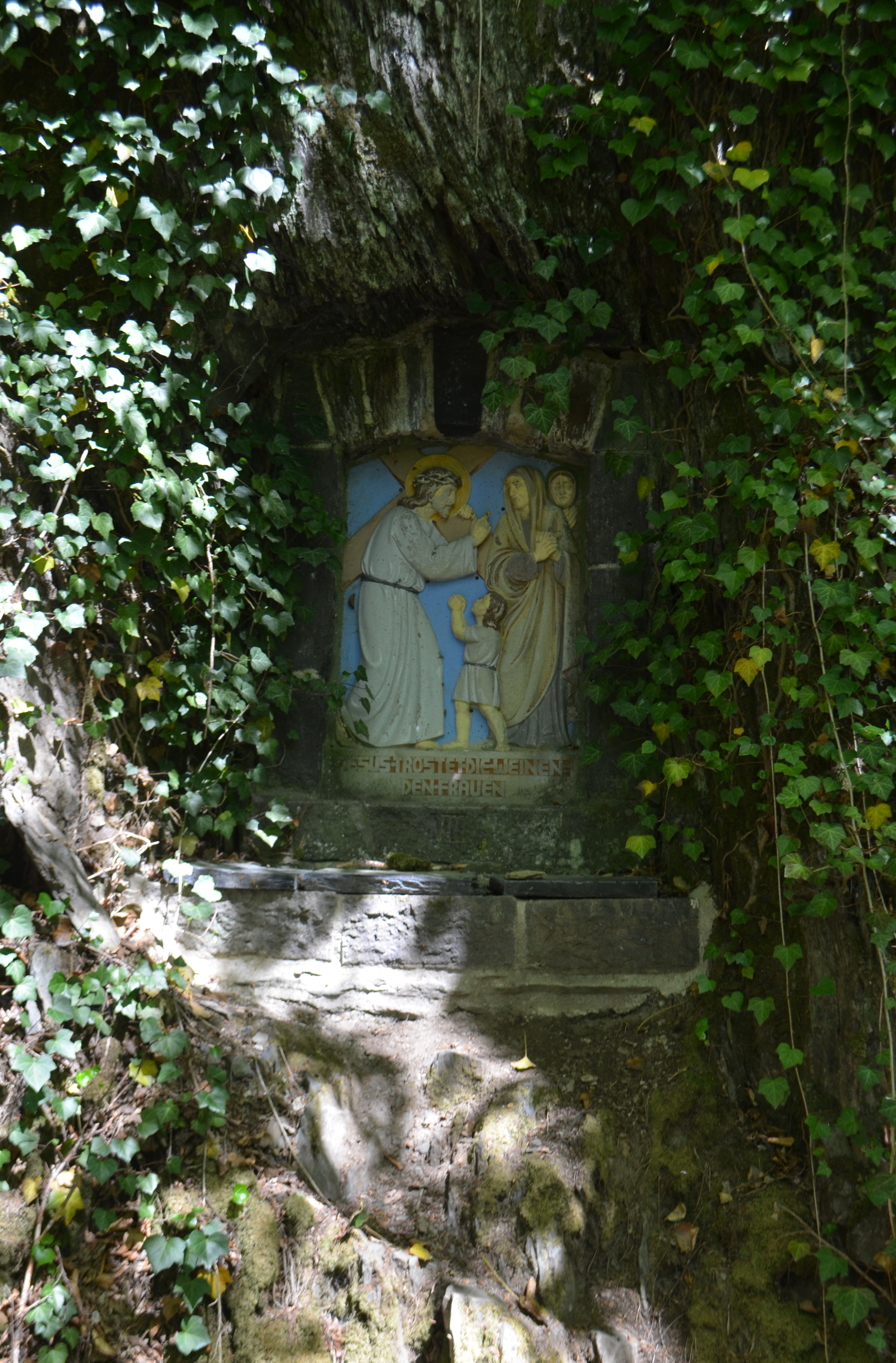
Kreuzweg, Station 8
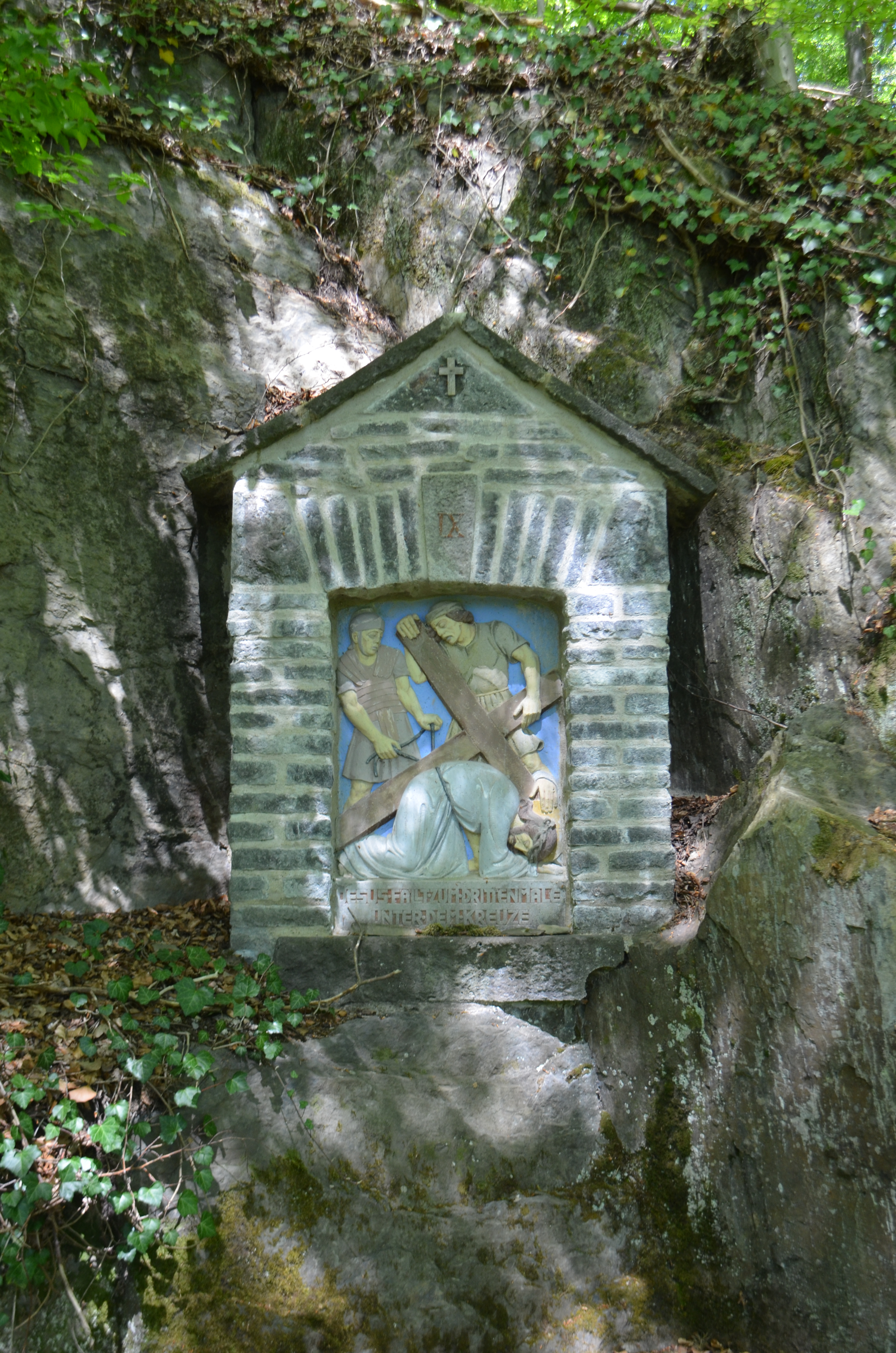
Kreuzweg, Station 9
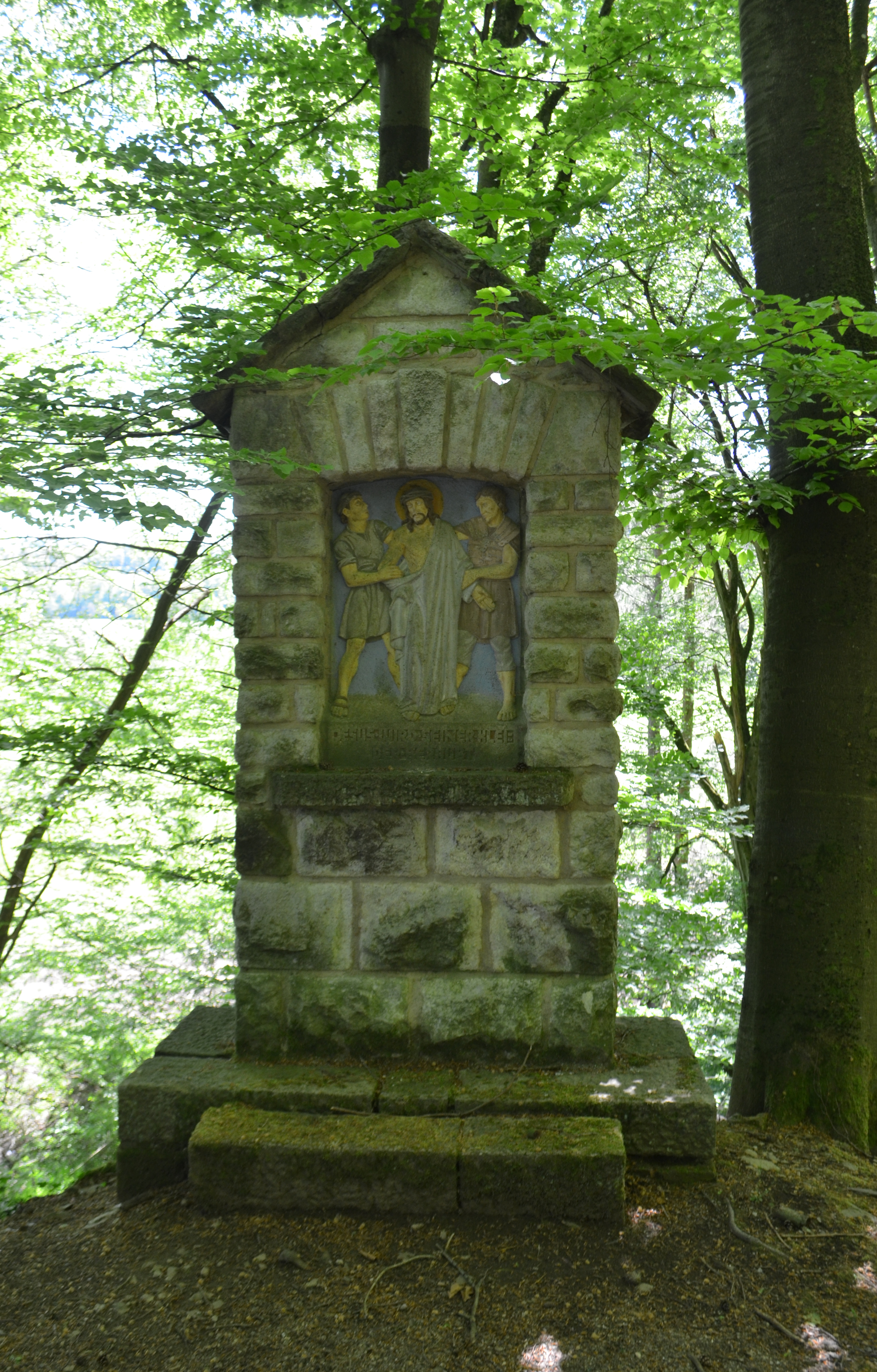
Kreuzweg, Station 10
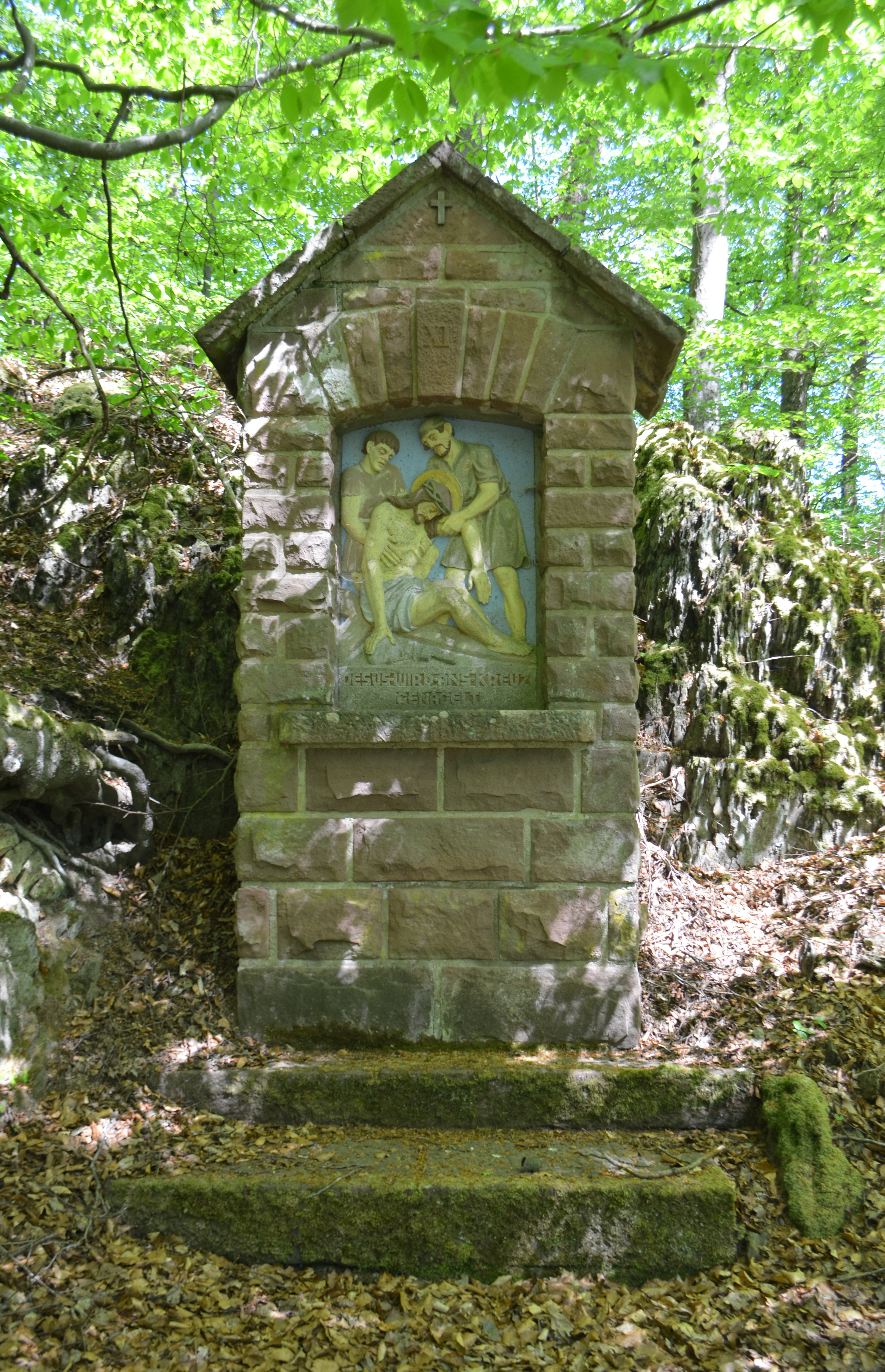
Kreuzweg, Station 11
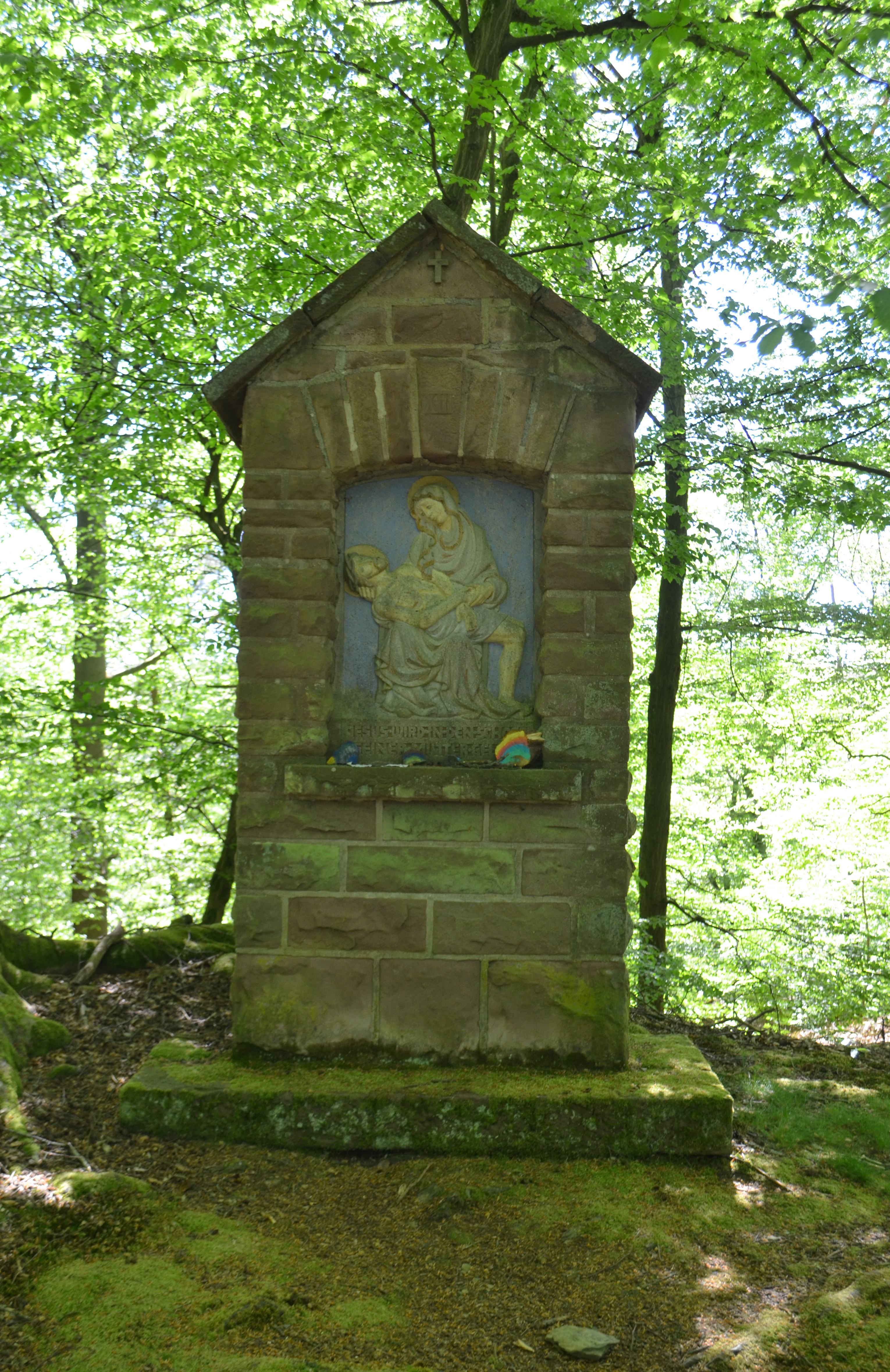
Kreuzweg, Station 12
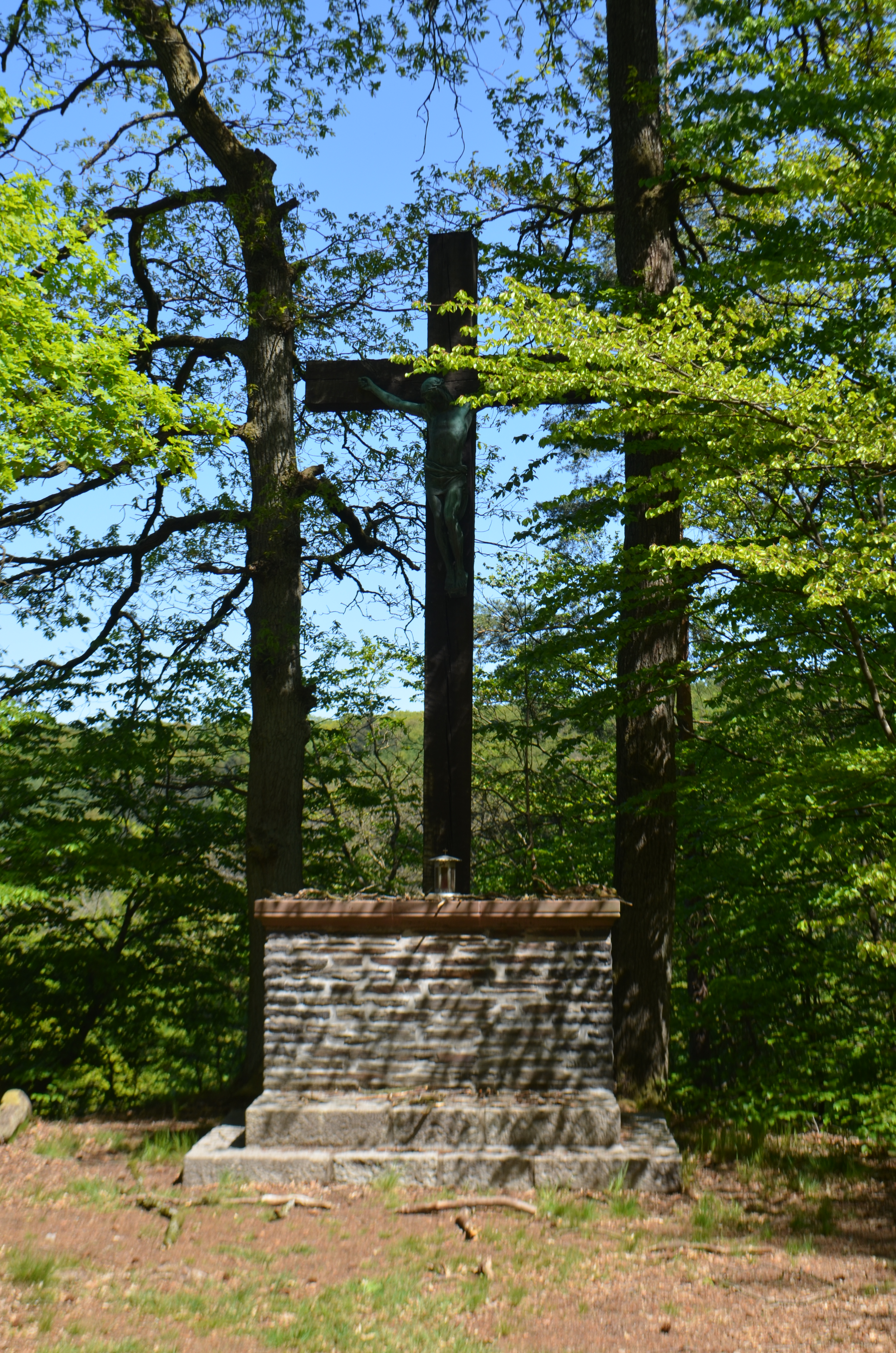
Kreuzweg, Gipfel mit Kreuz
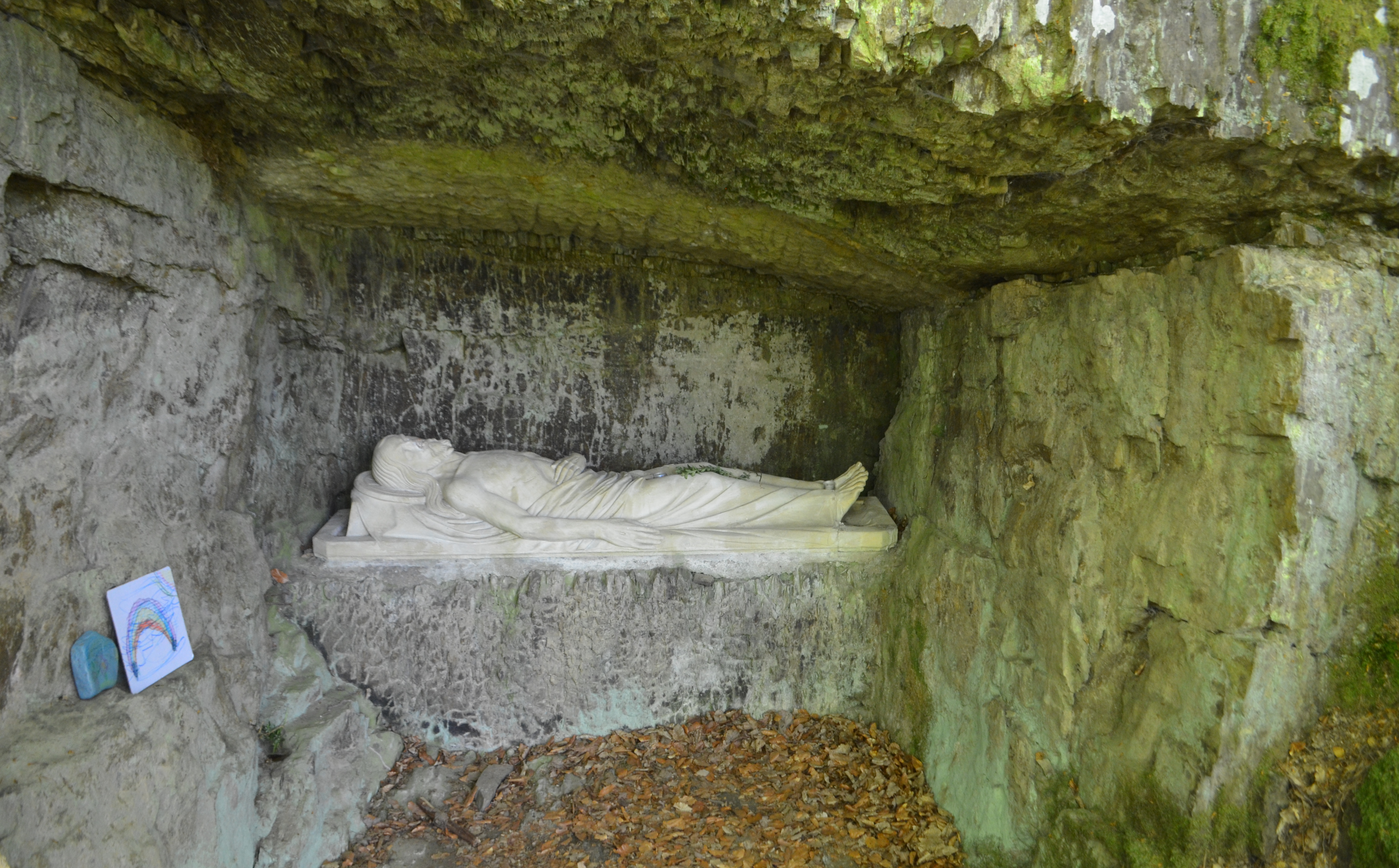
Kreuzweg, Grab